# Masaya Yuma
Masaya Yuma (遊馬 将也 Yuma Masaya?), född 4 juni 1993 i Saitama prefektur, är en japansk fotbollsspelare.
Yuma började sin karriär 2016 i Blaublitz Akita. Han spelade 59 ligamatcher för klubben.